# Sydney Olivier
Sydney Olivier, 1:e baron Olivier of Ramden, född 16 april 1859, död 15 februari 1943, var en brittisk politiker.
Olivier anställdes i kolonialdepartementet 1882, var expeditionschef i kolonialdepartementets västindiska byrå 1904-07, guvernör på Jamaica 1907-13 och biträdande comptroller and auditor general 1917-24. Han var minister för Indien i Ramsay MacDonalds 1:a regering 1924. Olivier var 1886-90 sekreterare i Fabian Society. Han utgav bland annat White capital and colored labour (1906).